# Кшевіна (Мазовецьке воєводство)
Кшевіна (пол. Krzewina) — село в Польщі, у гміні Галінув Мінського повіту Мазовецького воєводства.
Населення — 215 осіб (2011).
У 1975-1998 роках село належало до Варшавського воєводства.

## Демографія
Демографічна структура станом на 31 березня 2011 року:
|          | Загалом | Допрацездатний вік | Працездатний вік | Постпрацездатний вік |
| -------- | ------- | ------------------ | ---------------- | -------------------- |
| Чоловіки | 102     | 20                 | 67               | 15                   |
| Жінки    | 113     | 21                 | 71               | 21                   |
| Разом    | 215     | 41                 | 138              | 36                   |